# شيغيلة شمتزية
شيغيلة شمتزية (بالإنجليزية: Shigella schmitzii)‏ هي نمط بكتيري من أنماط الشيغيلة الزحارية ضمن شعبة المتقلبات.

## تسميات أخرى
- شيغيلة زحارية من النمط الثاني (بالإنجليزية: Shigella dysenteriae type 2)‏
- شيغيلة ملتبسة (بالإنجليزية: Shigella ambigua)‏